# Cuyahoga
Cuyahoga (anglicky Cuyahoga River) je řeka s asi 160 km dlouhým tokem, ústícím do Erijského jezera. Její název pochází z původního indiánského jména řeky, který v irokézštině znamená Křivolaká řeka. Povodí řeky má rozlohu 2095 km²

## Průběh toku
Cuyahoga tvoří složité meandry, zvláště ve své dolní části při průtoku Clevelandem a komplikuje tím navigaci lodí přepravujících suroviny a výrobky zásobující místní rozsáhlý průmysl. Z přehrad na řece je největší Gorge Metropolitan Park Dam.

## Historie
V roce 1795 stanovila smlouva z Greenville řeku jako hranici mezi bělošským a indiánským územím a o rok později založil Moses Cleaveland v jejím ústí osadu, která se stala městem Clevelandem.
Cuyahoga proslula ve svém okolí jako „Burning River“ (Hořící řeka), neboť několikrát ve své historii vzplála vinou silného znečištění. K prvnímu požáru došlo v roce 1868, celkem jich bylo zaznamenáno třináct. Naposledy řeka hořela v roce 1969, i když tento požár byl již mnohem menší než jiné předtím a do řeky se v té době již údajně začaly vracet ryby. Událost se však zapsala do paměti a dnes je název Burning River používán pro každoroční festival stejně jako pro jméno lokálně vyráběného piva. Mediální ohlas případu byl výrazným povzbuzením pro ekologické hnutí v USA. V roce 1998 byla řeka zapsána na seznam American Heritage Rivers a v roce 2000 byl v jejím povodí vyhlášen národní park Cuyahoga Valley.

## Ohlas v populární kultuře
Název „Cuyahoga“ nese i píseň americké skupiny R.E.M. na albu Lifes Rich Pageant.